# Brusson (Marne)
Brusson település Franciaországban, Marne megyében. Lakosainak száma 187 fő (2022. január 1.). Brusson Dompremy, Favresse, Plichancourt és Ponthion községekkel határos.

## Népesség
A település népességének változása:
| Lakosok száma | 155  | 204  | 196  | 207  | 208  | 195  | 184  | 177  | 180  | 187  |
|               | 1968 | 1982 | 1990 | 2006 | 2013 | 2015 | 2017 | 2019 | 2020 | 2022 |